# Розмыслов, Фёдор
Фёдор Ро́змыслов (ум. 1771) — штурман, путешественник XVIII века, положивший основание русским исследованиям Новой Земли.

## Биография
В 1740 поступил в Морскую Академию учеником, с 1744 по 1766 ежегодно находился в плаваниях в Балтийском море и сделал 4 перехода из Кронштадта в Архангельск и обратно. C 1760 г. — штурман подпоручицкого ранга.
Задавшись целью отыскать минеральные богатства на Новой Земле и произвести её береговую опись (по поручению архангельского губернатора Голицына), Розмыслов на судне, снаряженном купцом Барминым, с небольшим экипажем 10 июля 1768 г. выехал из Архангельска и 6 августа был у берегов Новой Земли. Войдя в Маточкин Шар, он производил съёмки, затем в Белужьей губе (в северной части Маточкина Шара) зимовал, производя всю зиму правильные метеорологические наблюдения, а ранней весной — геодезические работы. Летом 1769, несмотря на потерю большей части людей и крайне плохое состояние судна, Розмыслов добрался до настоящего устья Маточкина Шара, но, за невозможностью плыть далее, должен был вернуться в Архангельск.
Результатом его работ была опись Маточкина Шара, которая, по словам академика Литке, превосходит сделанную последним. Такой же отзыв о ней давали и позднейшие путешественники на Новую Землю. Ещё летом 1897 г. английские путешественники открыли следы зимовья Розмыслова в Белужьей губе. 